# Kota Miyamoto
Kota Miyamoto (宮本 航汰 Miyamoto Kota?), född 19 juni 1996 i Shizuoka prefektur, är en japansk fotbollsspelare.
Miyamoto började sin karriär 2015 i Shimizu S-Pulse. 2016 blev han utlånad till V-Varen Nagasaki. 2018 blev han utlånad till FC Gifu. Han gick tillbaka till Shimizu S-Pulse 2020.